# Chiesa di Santa Croce (Monte Santa Croce)
La chiesa di Santa Croce o Eremo di Santa Croce è un edificio sacro situato nel comune di Monterotondo Marittimo.

## Storia
Posta alle pendici del Monte Santa Croce, di forme romaniche, forse di origine duecentesca, era associata a un eremo agostiniano.
Le guerre antecedenti il 1323 distrussero il convento prossimo alla chiesa. Così, non avendo pertanto quei frati mezzi sufficienti da proseguire la costruzione dalla chiesa e del chiostro, l'11 agosto 1323 vendettero al Comune di Massa chiesa e terreni adiacenti e si trasferirono all'attuale chiesa di Sant'Agostino di Gerfalco.

## Descrizione
I paramenti in pietra che ne costituiscono le pareti sono disposti a filaretto. La facciata, a semplici spioventi, ha un portale con archivolto formato da conci a raggiera. L'interno possiede una singolare copertura a botte, e prende luce da due monofore. L'unico manufatto presente nella chiesa è l'altare, lavorato in un monolite di pietra con un crocifisso scolpito.